# Duplacrorhynchus heyleni
Duplacrorhynchus heyleni är en plattmaskart. Duplacrorhynchus heyleni ingår i släktet Duplacrorhynchus och familjen Polycystididae.
Artens utbredningsområde är Indiska oceanen. Inga underarter finns listade i Catalogue of Life.